# Selemon Barega
Selemon Barega (Bekoji, 20 januari 2000) is een Ethiopisch langeafstandsloper, die zich heeft toegelegd op de 5000 en 10.000 m. Hij nam eenmaal deel aan de Olympische Spelen en veroverde bij die gelegenheid een gouden medaille.

## Biografie

### Indrukwekkend begin
Barega deed voor het eerst op internationaal niveau van zich spreken in 2016 op de wereldkampioenschappen voor junioren (U20) in het Poolse Bydgoszcz. Hij was toen pas zestien jaar oud, maar dat weerhield hem er niet van om de titel op de 5000 m te veroveren in 13.21,21.
Een jaar later was hij er ook bij op de wereldkampioenschappen veldlopen in Kampala, waar hij bij de U20-junioren de afstand van 8 km aflegde in 23.03. Hij finishte hiermee als vijfde achter onder meer twee landgenoten. Het leverde het Ethiopische team de gouden medaille in het landenklassement op. Later dat jaar liep hij in juli binnen veertien dagen eerst naar de titel op de 5000 m bij de Afrikaanse U20-kampioenschappen in Tlemcen, liet hij vier dagen later bij de Athletissima in Lausanne op de 5000 m voor het eerst met 12.55,58 een tijd binnen de dertien minuten voor zich noteren, om ten slotte in Nairobi op de WK U18 in Nairobi op de 3000 m in 7.47,16 wereldkampioen te worden. Het was dus niet meer dan logisch dat Barega, ondanks zijn jeugdige leeftijd, een maand later voor Ethiopië zijn opwachting mocht maken bij de wereldkampioenschappen in Londen, zijn debuut op een seniorenkampioenschap. Hij werd er in een tijd van 13.35,34 vijfde op de 5000 m, welke race werd gewonnen door zijn landgenoot Muktar Edris in 13.32,79.  

### Eerste WK indoor-medaille en WR U20
Begin 2018 was Barega, die inmiddels net achttien was geworden, ook present op de wereldkampioenschappen indooratletiek in Birmingham. Daar veroverde hij zijn eerste medaille op een seniorentoernooi: op de 3000 m werd het zilver in 8.15,59, ruim een seconde achter zijn drie jaar oudere landgenoot Yomif Kejelcha. Vervolgens behaalde hij in mei zijn eerste Diamond League-overwinning. Tijdens de Prefontaine Classic in Eugene zegevierde hij op de 2 Engelse mijl. Daarna keerde hij weer even terug naar een kampioenschap in zijn eigen leeftijdscategorie, de WK U20 in het Fine Tampere. Daar bleef hij op de 5000 m nogal verrassend buiten het podium, al waren de onderlinge verschillen maar klein: Barega was als vierde met zijn tijd van 13.21,16 exact een seconde langzamer dan de Keniaanse winnaar Edward Zakayo. Winnen deed hij daarna weer wel in de Diamond League competitie. Hij zegevierde op de 5000 m bij zowel de Stockholm Bauhaus Athletics als de  Memorial Van Damme. Bij deze laatste gelegenheid was zijn winnende tijd van 12.43,02 tevens een wereldrecord voor U20-atleten.

### Zilver op WK en goud op OS
Aan het begin van 2019 liet Barega zich opnieuw zien bij de WK veldlopen in Aarhus, ditmaal bij de senioren, die 10 km moesten afleggen. Net als in 2017 bij de junioren werd hij vijfde, maar nu was hij de eerste Ethiopiër. Een eerste plaats in het landenklassement, zoals in 2017, zat er deze keer dus niet in; het brons was voor de Ethiopische mannenploeg het hoogst haalbare. In het zomerseizoen concentreerde Barega zich op de Diamond League serie. Hij nam deel aan vijf wedstrijden, waarvan hij er een won, de 3000 m tijdens de Bislett Games in Oslo. Daarnaast nam hij in juli deel aan de Ethiopische Trials voor de WK in Doha in Hengelo, waar hij zich van WK-deelname verzekerde door op de 10.000 m tweede te worden in de persoonlijke recordtijd van 26.49,46. In Doha startte hij overigens op de 5000 m waarop hij, na eerder zijn serie te hebben gewonnen, in de finale in 12.59,70 de zilveren medaille veroverde achter zijn landgenoot Muktar Edris, die hem in 12.58,85 net iets te snel af was.
In 2020 nam Barega aanvankelijk deel aan enkele indoorwedstrijden in Europa, totdat de coronapandemie uitbrak en alle wedstrijdactiviteiten werden opgeschort. Pas in september kwam hij weer in actie op de meeting om de Golden Spike in Ostrava, waar hij achter Jacob Kiplimo tweede werd op de 5000 m in 12.49,08. Hij beëindigde het jaar met deelname aan enkele 1500 meters. De snelste tijd op deze afstand liet hij eind september optekenen tijdens de Qatar Athletic Super Grand Prix in Doha, een Diamond League wedstrijd, waar hij tweede werd in een tijd van 3.32,97.
Tijdens de Olympische Spelen van Tokio nam Barega alleen deel aan de 10.000 m. Hij won op dit onderdeel de gouden medaille.

## Titels
- Olympisch kampioen 10.000 m – 2020
- Wereldindoorkampioen 3000 m - 2022
- Ethiopisch kampioen 10.000 m - 2019
- Wereldkampioen U20 5000 m - 2016
- Afrikaans kampioen U20 5000 m - 2017
- Wereldkampioen U18 3000 m - 2017

## Persoonlijke records
Outdoor
| Onderdeel   | Tijd              | Datum             | Plaats    |
| ----------- | ----------------- | ----------------- | --------- |
| 1500 m      | 3.32,97           | 25 september 2020 | Doha      |
| 3000 m      | 7.32,17           | 13 juni 2019      | Oslo      |
| 2 Eng. mijl | 8.08,69           | 30 juni 2019      | Palo Alto |
| 5000 m      | 12.43,02 (WR U20) | 31 augustus 2018  | Brussel   |
| 10.000 m    | 26.44,73          | 5 juni 2022       | Hengelo   |

Indoor
| Onderdeel | Tijd    | Datum            | Plaats |
| --------- | ------- | ---------------- | ------ |
| 1500 m    | 3.32,97 | 17 februari 2021 | Toruń  |
| 3000 m    | 7.25,82 | 6 februari 2024  | Toruń  |

Weg
| Onderdeel      | Tijd  | Datum            | Plaats   |
| -------------- | ----- | ---------------- | -------- |
| 5 km           | 13.14 | 7 september 2022 | Zürich   |
| halve marathon | 57.50 | 22 oktober 2023  | Valencia |

## Palmares

### 1500 m
Overig
- 2020:  Qatar Athletic Super Grand Prix – 3.32,97

### 3000 m
Kampioenschappen
- 2017:  WK U18 te Nairobi – 7.47,16
- 2018:  WK indoor – 8.15,59
- 2022:  WK indoor – 7.41,38
- 2024:  WK indoor – 7.43,64

Diamond League-overwinningen
- 2019: Bislett Games – 7.32,17

### 2 Eng. mijl
Diamond League-overwinningen
- 2018: Prefontaine Classic - 8.20,01

### 5000 m
Kampioenschappen
- 2016:  WK U20 te Bydgoszcz – 13.21,21
- 2017:  Afrikaanse kamp. U20 te Tlemcen – 13.51,43
- 2017: 5e WK – 13.35,35
- 2018: 4e Afrikaanse kamp. – 13.52,27
- 2018: 4e WK U20 te Tampere – 13.21,16
- 2019:  WK – 12.59,70

Overig
2020:  Golden Spike Ostrava - 12.49,08
Diamond League-overwinningen
- 2018: Stockholm Bauhaus Athletics – 13.05,04
- 2018: Memorial Van Damme – 12.43,02 (WR U20)
- 2018:   Diamond League
- 2022: Meeting de Paris - 12.56,19

### 10.000 m
Kampioenschappen
- 2019:  Ethiopische kamp. – 28.23,7
- 2020:  OS – 27.43,22
- 2022: 5e WK - 27.28,39
- 2023:  WK - 27.52,72

Overig
- 2019:  Ethiopische Trials in Hengelo - 26.49,46

### veldlopen
Kampioenschappen
- 2017: 5e WK U20 (afstand = 8 km) te Kampala – 23.03 ( in het landenklassement)
- 2019: 5e WK (afstand = 10 km) te Aarhus – 32.16 ( in het landenklassement)
- 2023: 12 WK te Bathurst - 30.16

1912: Hannes Kolehmainen ·
1920: Paavo Nurmi ·
1924: Ville Ritola ·
1928: Paavo Nurmi ·
1932: Janusz Kusociński ·
1936: Ilmari Salminen ·
1948: Emil Zátopek ·
1952: Emil Zátopek ·
1956: Vladimir Koets ·
1960: Pjotr Bolotnikov ·
1964: Billy Mills ·
1968: Naftali Temu ·
1972: Lasse Virén ·
1976: Lasse Virén ·
1980: Miruts Yifter ·
1984: Alberto Cova ·
1988: Brahim Boutayeb ·
1992: Khalid Skah ·
1996: Haile Gebrselassie ·
2000: Haile Gebrselassie ·
2004: Kenenisa Bekele ·
2008: Kenenisa Bekele ·
2012: Mo Farah ·
2016: Mo Farah ·
2020: Selemon Barega ·
2024: Joshua Cheptegei